# لو وی (تکواندوکار)
لو وِی (چینی: 罗微؛ زادهٔ ۲۳ مهٔ ۱۹۸۳) تکواندوکار اهل چین است.